# Chrysosoma impudens
Chrysosoma impudens är en tvåvingeart som beskrevs av Octave Parent 1941. Chrysosoma impudens ingår i släktet Chrysosoma och familjen styltflugor. Inga underarter finns listade i Catalogue of Life.